# Bare, Nikšić
Bare este un sat din comuna Nikšić, Muntenegru. Conform datelor de la recensământul din 2003, localitatea are 50 de locuitori (la recensământul din 1991 erau 163 de locuitori).

## Demografie
În satul Bare locuiesc 39 de persoane adulte, iar vârsta medie a populației este de 45,6 de ani (39,7 la bărbați și 51,6 la femei). În localitate sunt 20 de gospodării, iar numărul mediu de membri în gospodărie este de 2,50.
|  |

| Demografie | Demografie | Demografie |
| An         | Locuitori  | Locuitori  |
| ---------- | ---------- | ---------- |
|            |            |            |
|            |            |            |
|            |            |            |
|            |            |            |
| 1948       | 352        |            |
| 1953       | 390        |            |
| 1961       | 345        |            |
| 1971       | 255        |            |
| 1981       | 193        |            |
| 1991       | 163        | 163        |
| 2003       | 50         | 50         |

| \| Componența etnică conform recensământului din 2003[2] \| Componența etnică conform recensământului din 2003[2] \| Componența etnică conform recensământului din 2003[2] \| Componența etnică conform recensământului din 2003[2] \| Componența etnică conform recensământului din 2003[2] \| \| ----------------------------------------------------- \| ----------------------------------------------------- \| ----------------------------------------------------- \| ----------------------------------------------------- \| ----------------------------------------------------- \| \| \| \| \| \| \| \| Muntenegreni \| Muntenegreni \| \| 47 \| 94% \| \| Sârbi \| Sârbi \| \| 2 \| 4% \| \| necunoscută \| necunoscută \| \| 0 \| 0% \| |              |  |    |     |
| Componența etnică conform recensământului din 2003 |              |  |    |     |
| |              |  |    |     |
| Muntenegreni | Muntenegreni |  | 47 | 94% |
| Sârbi | Sârbi        |  | 2  | 4%  |
| necunoscută | necunoscută  |  | 0  | 0%  |